# Scarabaeus typhon
Scarabaeus typhon là một loài bọ cánh cứng trong họ Bọ hung (Scarabaeidae).